# Milena Jesenská
Milena Jesenská (ur. 10 sierpnia 1896 w Pradze, zm. 17 maja 1944 w obozie koncentracyjnym Ravensbrück) – czeska dziennikarka, pisarka i tłumaczka, przyjaciółka i miłość Franza Kafki, matka Jany Černej.

## Życiorys
Urodziła się w rodzinie praskiego profesora uniwersyteckiego i stomatologa Jana Jesenskiego i jego żony Mileny. Kiedy miała szesnaście lat, zmarła jej matka, a Jesenská została sama z ojcem.
Uczęszczała do żeńskiego gimnazjum Minerva. Prowadząc tryb życia charakterystyczny dla bohemy, była bywalczynią kawiarni Arco, gdzie spotykała się społeczność niemiecko-żydowska Pragi, m.in. Max Brod oraz Franz Werfel.
Na życzenie ojca studiowała medycynę, przerwała jednak studia po kilku semestrach. W latach dwudziestych poznała Ernesta Pollaka, dziesięć lat starszego literata, który pracował jako tłumacz w jednym z praskich banków. Wbrew woli ojca wyszła za niego za mąż, a w roku 1918 przeprowadziła się do Wiednia. Z rodziną (częściowo przez nieakceptowany ślub) zerwała na jakiś czas prawie wszystkie kontakty.
Małżeństwo z Pollakiem bardzo szybko doczekało się kryzysu. Przez wzgląd na niskie dochody męża Jesenská zaczęła udzielać korepetycji z czeskiego (do jej uczniów należał m.in. pisarz Hermann Broch) oraz zajmować się tłumaczeniem i dziennikarstwem. Tłumaczyła teksty z języka niemieckiego dla czeskich dzienników, a także pisywała felietony do magazynów o modzie. W krótkim czasie zbudowała wokół siebie legendę znakomitej dziennikarki.
W roku 1919 zainteresowało ją opowiadanie niezbyt znanego wtedy pisarza Franza Kafki pt. Der Heizer, w związku z czym napisała do autora z zapytaniem, czy może to opowiadanie przetłumaczyć na czeski. Tak zaczęła się ich współpraca i korespondencja, która zakończyła się w roku 1923 na krótko przed śmiercią Kafki. Ich znajomość była prawie wyłącznie korespondencyjna, spotkali się bowiem tylko dwa razy – raz na cztery dni w Wiedniu, a później na dzień w przygranicznym mieście Gmünd. Der Heizer był jej pierwszym przekładem, potem przetłumaczyła jeszcze m.in. Proces oraz Wyrok.
Poza Kafką znała jeszcze Maksa Broda, Franza Werfela, Karela Čapka oraz Ferdinanda Peroutkę.
Krótko po śmierci Kafki rozstała się z mężem i przeprowadziła się wpierw do Drezna, a w roku 1925 z powrotem do Pragi, gdzie wyszła po raz drugi za mąż za czeskiego architekta Jaromíra Krejcara. W roku 1928 urodziła ich córkę Janę (znaną jako Jana Černá; Jana była autorką wspomnień o matce Adresát Milena Jesenská, wydanych po polsku w 1993 roku pt. Moja matka Milena i Franz Kafka).
Jesenská należała do praskiej sceny literackiej, przed wojną kosmopolitycznej, a największy sukces osiągnęła na płaszczyźnie dziennikarskiej. Poza publikowaniem w czasopiśmie „Přítomnost” pisywała także do dzienników „Tribuna”, „Národní listy”, „Lidové noviny”, magazynu „Pestré listy”, a pod koniec lat dwudziestych przez krótki czas była redaktorką tygodnika „Pestrý týden”. W latach 1938–1939 prowadziła „Přítomnost”.
Tak samo, jak część lewicowych intelektualistów i literatów, Jesenská krótko sympatyzowała z komunistami i pisała do gazety „Svět práce”, jednakże po tym, gdy się dowiedziała o zbrodniach stalinowskich, odeszła z KSČ w roku 1936.
Cierpiała na reumatyzm. Poważnie zachorowała po urodzeniu córki i uzależniła się od morfiny (udało jej się wyzwolić dopiero w 1938 roku). W międzyczasie rozwiodła się z Krejcarem.
Po aneksji Czech i Moraw przez Trzecią Rzeszę uczestniczyła w ruchu oporu i pomagała żydowskim rodzinom emigrować z kraju.
W listopadzie 1939 roku za swoją działalność została aresztowana. W następnym roku była deportowana do obozu koncentracyjnego Ravensbrück, gdzie pracowała w ambulatorium i była podporą moralną dla innych więźniarek. W obozie spotkała inną dziennikarkę, Margarete Buber-Neumann, która napisała o niej książkę po wojnie. Zmarła w Ravensbrück w roku 1944.
Mimo iż była wybitną czeską dziennikarką i tłumaczką, stała się znana na całym świecie jako bliska przyjaciółka Franza Kafki (obok Felice Bauer i Julie Wohryzek).
Jej twórczość – felietony, artykuły, świadectwa i reportaże o międzywojennej Europie Środkowej, problematyce jej społeczeństw i powiązań – doczekała się zasłużonego światowego uznania dopiero po II wojnie światowej. W roku 1996 przyznany jej został pośmiertnie Order Tomáša Garrigue Masaryka drugiej klasy. W roku 1995 instytut Jad Waszem w Jerozolimie uhonorował ją tytułem Sprawiedliwej wśród Narodów Świata.
Jest jedną z bohaterek książek: Mariusza Szczygła pt. Gottland (wydanie polskie – 2006), Mariusza Surosza Pepiki. Dramatyczne stulecie Czechów (wydanie polskie – 2010) oraz Hanny Krall pt. Biała Maria (wydanie polskie – 2011).

## Książki wydane w Polsce
- Milena Jesenská Ponad nasze siły. Czesi, Żydzi i Niemcy. Wybór publicystyki z lat 1937–1939, wybór Václav Burian i Leszek Engelking, przełożył, opracował i przedmową opatrzył Leszek Engelking, wydawnictwo Czarne, Wołowiec 2003; wyd. II, Wołowiec 2009.

## Milena Jesenská w mediach
- Milena – film, 1991, reż. Véra Belmont, w roli tytułowej Valérie Kaprisky